# 新潟県立柿崎高等学校
新潟県立柿崎高等学校（にいがたけんりつ かきざきこうとうがっこう、英: Niigata Prefectural Kakizaki High School）は、かつて新潟県上越市柿崎区大字柿崎にあった県立高等学校。新潟県立吉川高等学校と統合して新潟県立久比岐高等学校（当校所在地に設立）となり、2008年（平成20年）3月末に閉校した。

## 教育目標
1. 真理と正義を愛し、個人の尊厳を重んじる人間を育てる。
2. 創造性に富み、個性豊かな人間を育てる。
3. 自主的精神に満ちた健康な人間を育てる。

## 沿革
- 1948年（昭和23年）6月1日 - 新潟県立柿崎高等学校として開校。
- 2006年（平成18年）4月1日 - 新潟県立吉川高等学校と統合し、新潟県立久比岐高等学校が校舎内で開校。
- 2007年（平成19年）10月27日 - 閉校記念式典挙行。
- 2008年（平成20年）3月31日 - 閉校。

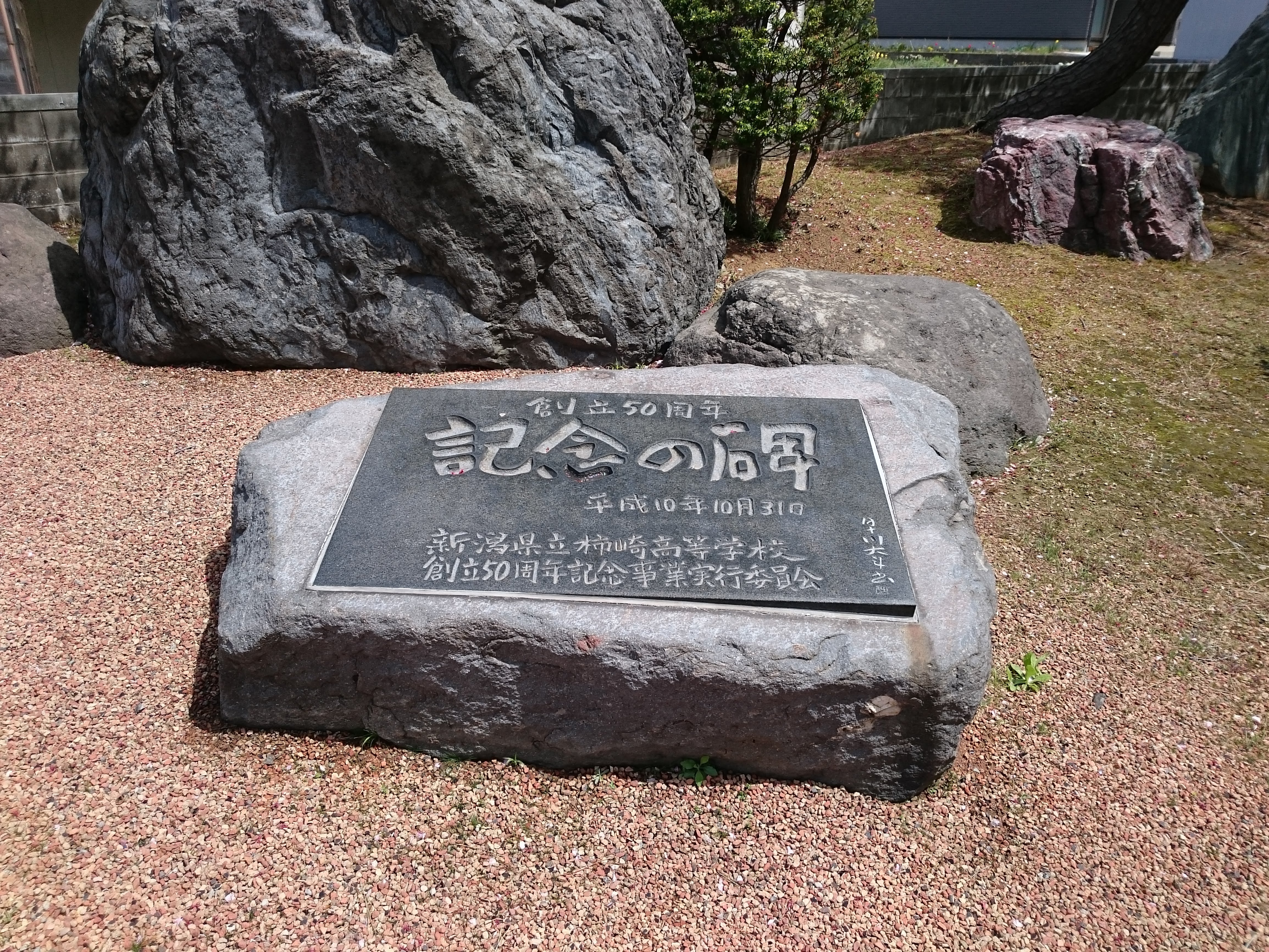
1998年に建立された50周年記念碑
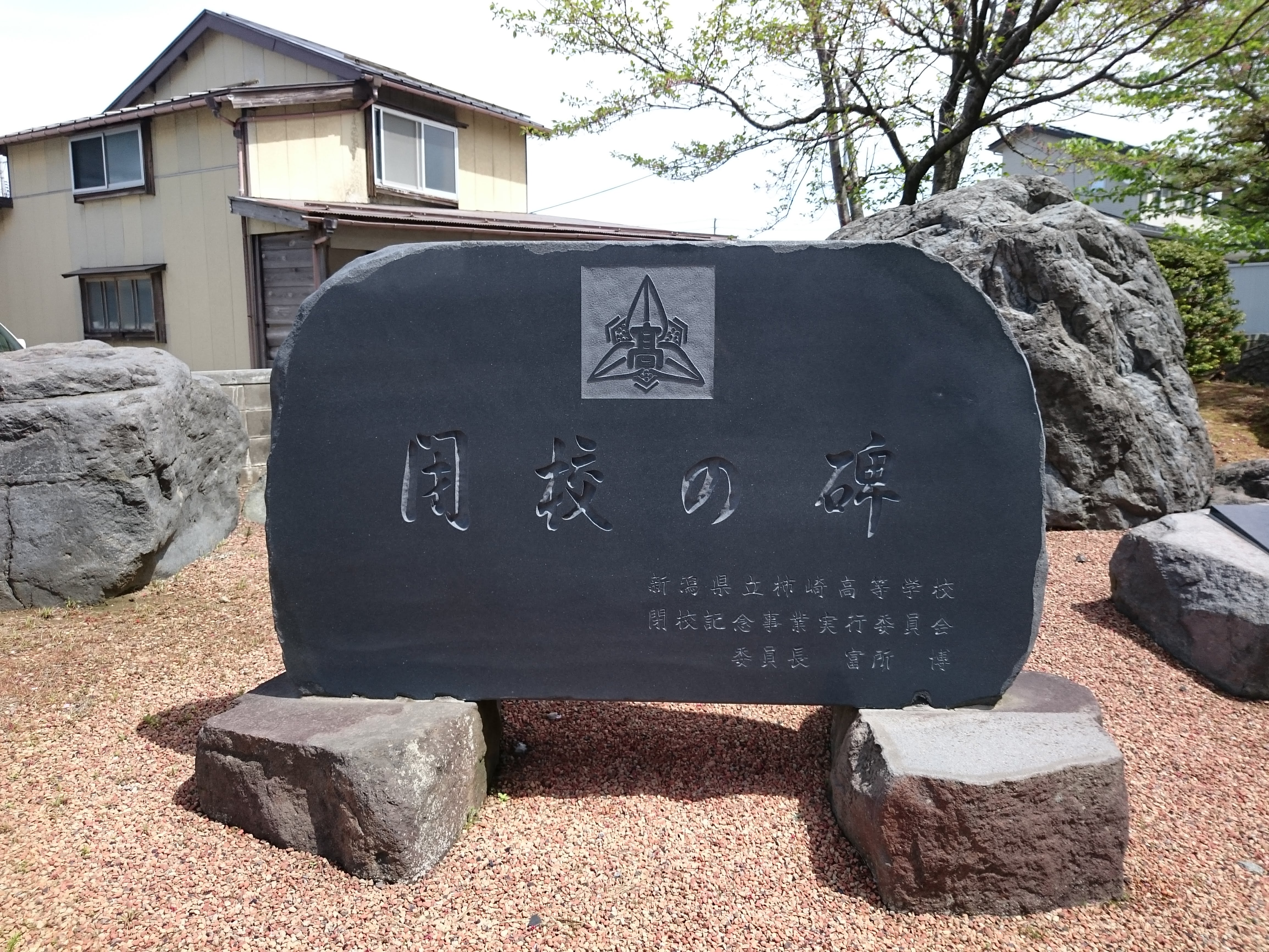
閉校記念碑

## 設置課程
- 全日制課程
  - 普通科

## 学校行事
- 4月 - 入学式
- 5月 - 遠足、中間考査
- 6月 - 体育祭
- 7月 - 期末考査、球技大会
- 9月 - 1年米山登山、2年修学旅行
- 10月 - しぶき祭（文化祭）、中間考査
- 12月 - 期末考査、球技大会
- 2月 - 1年学校スキー
- 3月 - 学年末考査、卒業式

## 部活動
新潟県内で唯一の「よさこい部」が有り、2003年（平成15年）度には「新潟総踊り祭り」で新潟県知事賞を受賞した。
- 運動部 - 陸上競技、バスケットボール、バレーボール、テニス、体操、野球、卓球、サッカー、武道（柔道・剣道）
- 文化部 - 吹奏楽、文芸（文芸・演劇）、科学、美術、書道、被服・食物、茶道、華道、ボランティア、よさこい
- 同好会 - ハンドボール

## アクセス
- JR東日本（信越本線）柿崎駅より東へ約750m（徒歩約10分）[1]

※バイク通学は届出制、一部の生徒のみ。